# Kyselina 2-fosfoglycerová
Kyselina 2-fosfoglycerová, také nazývaná 2-fosfoglycerát, je organická sloučenina, fosfátový derivát kyseliny glycerové, vyskytující se jako substrát devátého kroku glykolýzy, katalyzovaného enolázou, kde se přeměňuje na fosfoenolpyruvát v předposledním kroku přeměny glukózy na pyruvát.

## V glykolýze
| 3-fosfo-D-glycerát | Fosfoglyceromutáza | Fosfoglyceromutáza | 2-fosfo-D-glycerát | Enoláza | Enoláza | fosfoenolpyruvát |
|                    |                    |                    |                    |         |         |                  |
|                    |                    |                    | H2O                |         |         |                  |
|                    |                    |                    |                    |         |         |                  |
|                    |                    |                    | H2O                |         |         |                  |
|                    |                    |                    |                    |         |         |                  |
|                    | Fosfoglyceromutáza | Fosfoglyceromutáza |                    | Enoláza | Enoláza |                  |